# Dongkeng Shuiku
Dongkeng Shuiku (kinesiska: 东坑水库) är en reservoar i Kina. Den ligger i provinsen Fujian, i den sydöstra delen av landet, omkring 230 kilometer norr om provinshuvudstaden Fuzhou. I omgivningarna runt Dongkeng Shuiku växer i huvudsak blandskog.
Genomsnittlig årsnederbörd är 2 537 millimeter. Den regnigaste månaden är juni, med i genomsnitt 512 mm nederbörd, och den torraste är oktober, med 46 mm nederbörd.